# Carl August von Eschenmayer
Adam Carl August von Eschenmayer, född den 4 juli 1768 i Neuenbürg i Württemberg, död den 17 november 1852 i Kirchheim unter Teck, var en tysk läkare, filosof och naturforskare.
Eschenmayer var 1818-36 professor i praktisk filosofi och medicin i Tübingen. Han hyllade Kants metafysik och upptog även åtskilligt ur Friedrich von Schellings naturfilosofi, trots att han strängt skilde sig från denne genom antagandet av en omedelbar gudomlig uppenbarelse, oåtkomlig för den rena spekulationen. Bland hans många skrifter kan nämnas: Sätze aus der Naturmetaphysik (1797), Versuch, die Gesetze magnetischer Erscheinungen aus Sätzen der Naturmetaphysik zu entwickeln (1798), Religionsphilosophie (3 band, 1818-24), Die hegelsche Religionsphilosophie verglichen mit dem christlichen Principe (1834), riktad mot Hegel, och Der Ischariotismus unserer Tage (1835), i vilken han uppträdde polemiskt mot Strauss. Han var också en av utgivarna av Archiv für den thierischen Magnetismus (1817–27).